# Matching Mole
Matching Mole – brytyjski progresywny zespół rockowy założony przez Roberta Wyatta w październiku 1971 r.

## Historia zespołu
We wrześniu 1971 r. Robert Wyatt, perkusista i wokalista zespołu Soft Machine, odszedł z grupy. Przyczyną było zmierzanie muzyków w kierunku czysto instrumentalnego zespołu jazzowego, a tym samym ograniczanie wpływu Wyatta na styl grupy i zredukowanie jego wokalnego wkładu do niektórych utworów.
W październiku Wyatt założył nowy zespół, który żartobliwie i wieloznacznie nazwał Matching Mole.
Do zespołu weszli następujący muzycy:
- Phil Miller – gitara; grał uprzednio w Dyble, Coxhill & the Miller Brothers oraz Delivery
- Bill MacCormick – gitara basowa; grał uprzednio w grupie Quiet Sun
- David Sinclair – instrumenty klawiszowe; grał w grupie Caravan

Już w grudniu 1971 r. grupa rozpoczęła w CBS Studios nagrywanie swojego pierwszego albumu Matching Mole.
17 stycznia 1972 r. zespół nagrał kilka własnych utworów do programu BBC Top Gear, którego emisja nastąpiła 25 stycznia.
Po występach w klubach grupa wyruszyła 19 lutego na tournée po Holandii i Belgii.
6 marca Matching Mole dokonał nagrań do programu BBC Sounds of '70's, który został wyemitowany 24 marca.
Także w tym miesiącu zespół koncertował w Holandii oraz przed kamerami TV belgijskiej. W tym samym miesiącu z zespołu odszedł Dave Sinclair, który został zastąpiony przez współpracującego z zespołem Dave'a MacRae'a.
17 kwietnia grupa dokonała kolejnych nagrań dla programu Top Gear.
Po koncertach w Anglii i Szkocji w kwietniu zespół nagrał swój najbardziej znany singel "O Caroline/Signed Curtain" wydany 8 lipca 1972 r. przez CBS.
W maju grupa koncertowała we Francji, a w czerwcu w Wielkiej Brytanii.
21 czerwca dokonali kolejnych nagrań do programu Sounds of '70's, który został wyemitowany 7 lipca.
W lipcu zespół występował w Anglii oraz w Paryżu (27 lipca). Koncert paryski został nagrany przez BBC.
13 sierpnia grupa wystąpiła na Marquee Jazz and Blues Festival w Reading. Koncert okazał się katastrofą. Elektryczne pianino McCrae'a, a następnie mikrofon Wyatta zepsuły się. Koncert zamiast 45 minut trwał 15.
14 sierpnia rozpoczęły się sesje do drugiego albumu grupy zatytułowanego Matching Mole's Little Red Record. Płyta została wydana 27 października 1972 r.
We wrześniu zespół wyjechał do Europy, gdzie koncertował w Holandii i Belgii. Po powrocie grupa się rozwiązała:
- Phil Miller wstąpił do zespołu Hatfield and the North
- Dave MacRae wstąpił do grupy Nucleus
- Bill MacCormick grał potem grupie 801 z Manzanerą oraz współpracował m.in. z Brianem Eno
- Robert Wyatt rozpoczął karierę solową.

## Dyskografia
- Matching Mole CBS 1972
- Matching Mole's Little Red Record CBS 1972
- BBC Radio 1 Live in Concert BBC Windsong 1995
- Smoke Signals Cuneiform 2001
- March Cuneiform 2002
- On the Radio Hux 2007